# Emma Steiger
Emma Steiger (* 19. Januar 1895 in Zürich; † 14. September 1973 ebenda; heimatberechtigt in Flawil) war eine Schweizer Juristin und Frauenrechtlerin aus dem Kanton Zürich.

## Leben
Emma Steiger war eine Tochter von Gustav Adolf Steiger, Arzt, und Barbara Schwan. Sie studierte Rechtswissenschaften in Zürich, Berlin und Bern. Im Jahr 1919 erwarb sie den Doktortitel. Sie war Mitarbeiterin des kantonalen Jugendamts Zürich und von 1928 bis 1931 der Armenpflege Zürich. Von 1936 bis 1939 arbeitete sie als Sekretärin des Fachgruppenkomitees Soziale Arbeit der Landesausstellung 1939. Ab 1951 bis 1962 war sie Sekretärin der Schweizerischen Familienschutzkommission. Ab den 1920er Jahren engagierte sie sich in der sozialistischen Frauenbewegung.
Im Jahr 1925 wurde sie in die Zentrale Frauenagitationskommission der Sozialdemokratischen Partei der Schweiz gewählt. Sie fungierte als Mitgründerin der Schweizerischen Konferenz für sozialistische Wohlfahrtspflege und initiierte das Schweizerische Arbeiterhilfswerk mit. Sie arbeitete in den eidgenössischen Expertenkommissionen zur Sozialgesetzgebung. Sie war Beraterin der Sozialkommission der Vereinten Nationen (UNO). Von 1942 bis 1953 gehörte sie der Schweizer Filmkammer an.
Steiger verfasste zahlreiche sozialwissenschaftliche Werke, unter anderem von 1948 bis 1949 das zweibändige Handbuch der sozialen Arbeit der Schweiz und im Jahr 1964 die Geschichte der Frauenarbeit in Zürich.

## Werke
- Emma Steiger: Geschichte der Frauenarbeit in Zürich. Statistisches Amt der Stadt, Zürich 1964.